# Dimanche illustré
Dimanche illustré est le supplément hebdomadaire du journal Excelsior paru du 16 mars 1924 et le 15 mai 1944.

## Historique
Initialement intitulé Excelsior-Dimanche, du numéro 1, du 4 mars 1923, au numéro 53 du 2 mars 1924, il se présentait sous la forme d'un journal de 16 pages au format 30 × 44 cm imprimé en noir, blanc et rouge. À la suite d'un tirage de 230 000 exemplaires en 1924, il est renommé Dimanche-Illustré, à partir du numéro 54 du 6 mars 1924. À partir du 18 juin 1933, il perd son trait d’union, pour prendre sa forme définitive Dimanche illustré
Les principales séries étaient Rigobert de Naurac, Potiron d'Albert Mourlan, Tiburce de Cartier et Bicot de Martin Branner.
Le Dimanche illustré se présentait sous la forme d'un journal de 16 pages au format 30 × 44 cm puis 8 pages au format 60 × 43 cm en 1938. Il publia les premières aventures de Zig et Puce d'Alain Saint-Ogan et La Famille Mirliton de Sydney Smith. Il a paru à Paris jusqu'au numéro 900 du 26 mai 1940.
Reparu de nouveau à Marseille, en zone libre, le 24 novembre 1940, sa parution a définitivement cessé au numéro 165 du 15 mai 1944.